# Christopher Tietze
Christopher Tietze (geboren 11. Dezember 1908 in Wien, Österreich-Ungarn; gestorben 4. April 1984) war ein austroamerikanischer Arzt und Demograf.

## Leben
Christopher Tietze war ein Sohn des Kunsthistorikers Hans Tietze und der Kunsthistorikerin Erica Tietze-Conrat, sein Bruder Andreas Tietze wurde Turkologe. Er hatte zwei Schwestern.
Tietze studierte von 1926 bis 1932 Medizin an der Universität Wien. Er arbeitete bis 1936 am städtischen Krankenhaus und danach in seiner Privatpraxis. Tietze heiratete die Ärztin Trude Inwald (1908–1949). Ab 1951 war er mit der US-Amerikanerin Sarah Lewit (geboren 1912) verheiratet.
Tietze wurde Mitglied der SDAP, die 1934 im Ständestaat verboten wurde. Er wurde deshalb verfolgt. Nach dem Anschluss Österreichs 1938 emigrierte er mit seiner Frau in die USA.
Die folgenden Jahre arbeitete er als Forschungsassistent an der Klinik der Johns Hopkins University. Ab 1943 bis 1949 arbeitete er beim National Committee of Maternal Health. Von 1944 bis 1946 war er als Captain der US-Army eingezogen. Von 1949 bis 1957 arbeitete Tietze als Experte für Demographie beim State Departement. Von 1958 bis 1966 war er Direktor des National Committee of Maternal Health. Tietze gehörte zur US-amerikanischen Delegation bei der 7. und 9. Sitzungsperiode der United Nations Commission on Population. Als Berater für Bevölkerungsfragen im Auftrag der UN war er 1958 in Barbados aktiv. Tietze war in den Jahren zwischen 1950 und 1970 in verschiedenen Kommissionen zu Fragen der Bevölkerungsentwicklung und der Geburtenkontrolle tätig, er veröffentlichte an die 300 Buchbeiträge und Zeitschriftenartikel. Er war zwischen 1959 und 1978 Lehrbeauftragter für Geburtenkontrolle an der Medizinischen Fakultät der Columbia University. Tietze war in zahlreichen Instituten und Verbänden in führender Position tätig, darunter das Alan Guttmacher Institute, die National Abortion Federation, die Population Association of America und die Society for the Scientific Study of Sex. 
Tietze und seine Frau wurden 1973 mit dem Margaret Sanger Award der Planned Parenthood Federation of America  (PPFA) ausgezeichnet.

## Schriften (Auswahl)
- Sarah L. Tietze, Richard Lincoln (Hrsg.): Fertility regulation and the public health : selected papers of Christopher Tietze. New York : Springer, 1987 ISBN 3-540-96450-9